# Liga Premier de Ucrania 2022-23
La temporada 2022-23 fue la 32.ª edición de la Liga Premier de Ucrania, la máxima categoría del fútbol profesional de Ucrania desde su creación en 1992 tras la caída de la Unión Soviética.
El Dinamo Kiev fue el campeón defensor, tras declarase desierto al campeón del título de la temporada 2021-22, debido a la invasión rusa de Ucrania de 2022.

## Preparación
Debido a la invasión rusa de 2022, los equipos estaban discutiendo la posibilidad de jugar en Ucrania occidental así como en Polonia. El 25 de junio de ese año, el máximo responsable de la UPL, Yevhen Dykyi, informó que se espera que la temporada comience el 20 de agosto en el formato habitual con 16 participantes. Más tarde, el presidente de la Asociación Ucraniana de Fútbol aclaró que los únicos partidos de este torneo que se jugarían en el extranjero serían aquellos que involucren a 2 equipos participantes en competencias europeas y, en dado caso de quedar eliminado alguno de ellos en las mismas, el encuentro se disputaría en Ucrania.

## Formato
El campeonato consistió en un torneo anual con 16 clubes participantes que se enfrentaron en un sistema de todos contra todos durante 30 jornadas. Al finalizar la última fecha, el equipo que finalizó 1.° de la tabla general se proclamó campeón de la temporada y clasificó a la Liga de Campeones de la UEFA 2023-24 junto con el 2.° lugar del torneo (subcampeón), además, el 4.° y 5.° de la tabla disputaron la Liga Europa Conferencia de la UEFA 2023-24 (el cuarto lo hizo desde la tercera ronda previa mientras que el quinto lo hizo desde la segunda). El descenso a la Primera Liga de Ucrania fue para los dos clubes que ocuparon los últimos lugares de la tabla de posiciones, mientras que los equipos ubicados en el 13.° y 14.° lugar, jugaron un play-off por la permanencia contra el 3.° y 4.° de la Primera Liga de Ucrania 2022-23.
La UEFA tenía previsto que el campeón de la Copa de Ucrania 2022-23 se clasificase a la ronda de play-off de la Liga Europa de la UEFA 2023-24, pero la competición fue cancelada debido a la invasión rusa de Ucrania. Así que la plaza de campeón de copa pasó al tercer clasificado.

## Ascensos y descensos
| Pos. | Licencias suspendidas |
| ---- | --------------------- |
| 7.º  | Desná Chernígov       |
| 16.º | Mariúpol              |

| Pos. | Ascendidos de Primera Liga de Ucrania 2021-22 |
| ---- | --------------------------------------------- |
| 1.º  | Metalist Járkov                               |
| 2.º  | Kryvbas Kryvyi Rih                            |

## Participantes
| Equipo               | Presidente             | Entrenador            | Capitán             | Proveedor   | Patrocinador principal (en la equipación) |
| -------------------- | ---------------------- | --------------------- | ------------------- | ----------- | ----------------------------------------- |
| Chornomorets Odesa   | Leonid Klimov          | Roman Hryhorchuk      | Serhiy Kravchenko   | Kelme       | Hefest                                    |
| Dnipro-1             | Maksym Bereza          | Oleksandr Kucher      | Serhiy Lohinov      | Nike        | Parimatch                                 |
| Dinamo Kiev          | Ihor Surkis            | Mircea Lucescu        | Serhiy Sydorchuk    | New Balance | A-Bank                                    |
| Inhulets Petrove     | Oleksandr Povoroznyuk  | Serhiy Lavrynenko     |                     | Joma        | etg.ua                                    |
| Kolos Kovalivka      | Andriy Zasukha         | Yaroslav Vyshnyak     | Vadym Milko         | Nike        | Svitanok                                  |
| Kryvbas Kryvyi Rih   | Kostyantyn Karamanits  | Yuriy Vernydub        |                     | Joma        |                                           |
| FC Lviv              | Bohdan Kopytko         | Oleg Dulub            |                     | Jako        | Parimatch                                 |
| Metalist Járkov      | Oleksandr Yaroslavskyi | Oleh Ratiy (interino) | Ruslan Fomin        | Joma        | DCH                                       |
| Metalist 1925 Járkov | Yaroslav Vdovenko      | Valeriy Kryventsov    | Denys Sydorenko     | Puma        | AES group                                 |
| Mynai                | Valeriy Peresolyak     | Volodymyr Sharan      |                     | Kelme       | FavBet                                    |
| Oleksandriya         | Serhiy Kuzmenko        | Yuriy Hura            |                     | Nike        | AhroVista                                 |
| Rukh Lviv            | Hryhoriy Kozlovskyi    | Leonid Kuchuk         |                     | Macron      | First Casino                              |
| Shakhtar Donetsk     | Rinat Akhmetov         | Igor Jovićević        | Andriy Pyatov       | Puma        | Parimatch                                 |
| Veres Rivne          | Ivan Nadieyin          | Yuriy Virt            | Bohdan Kohut        | Kelme       | Parimatch                                 |
| Vorskla Poltava      | Kostyantyn Zhevago     | Viktor Skrypnyk       | Volodymyr Chesnakov | Nike        | Ferrexpo                                  |
| Zoryá Lugansk        | Yevhen Heller          | Patrick van Leeuwen   | Mykyta Shevchenko   | Nike        | Marsbet                                   |

## Desarrollo

### Clasificación
| Pos. | Equipo               | Pts. | PJ | G  | E  | P  | GF | GC | Dif. | Clasificación 2023-24                                |
| ---- | -------------------- | ---- | -- | -- | -- | -- | -- | -- | ---- | ---------------------------------------------------- |
| 1    | Shakhtar Donetsk (C) | 72   | 30 | 22 | 6  | 2  | 69 | 21 | +48  | Ronda de play-off de la Liga de Campeones            |
| 2    | Dnipro-1             | 67   | 30 | 21 | 4  | 5  | 61 | 27 | +34  | Segunda ronda clasificatoria de la Liga de Campeones |
| 3    | Zoryá Lugansk        | 67   | 30 | 21 | 4  | 5  | 64 | 31 | +33  | Ronda de play-off de la Liga Europa                  |
| 4    | Dinamo Kiev          | 60   | 30 | 18 | 6  | 6  | 51 | 25 | +26  | Tercera ronda de la Liga Europa Conferencia          |
| 5    | Vorskla Poltava      | 45   | 30 | 13 | 6  | 11 | 38 | 37 | +1   | Segunda ronda de la Liga Europa Conferencia          |
| 6    | Oleksandria          | 44   | 30 | 10 | 14 | 6  | 42 | 39 | +3   |                                                      |
| 7    | Kryvbas Kryvyi Rih   | 41   | 30 | 12 | 5  | 13 | 26 | 30 | −4   |                                                      |
| 8    | Kolos Kovalivka      | 36   | 30 | 10 | 6  | 14 | 23 | 36 | −13  |                                                      |
| 9    | Chornomorets Odessa  | 35   | 30 | 9  | 8  | 13 | 35 | 40 | −5   |                                                      |
| 10   | Mynai                | 33   | 30 | 8  | 9  | 13 | 22 | 33 | −11  |                                                      |
| 11   | Rukh Lviv            | 32   | 30 | 7  | 11 | 12 | 31 | 37 | −6   |                                                      |
| 12   | Metalist 1925 Járkov | 32   | 30 | 6  | 14 | 10 | 23 | 42 | −19  |                                                      |
| 13   | Veres Rivne (O)      | 31   | 30 | 8  | 7  | 15 | 35 | 45 | −10  | Play-offs por la permanencia                         |
| 14   | Inhulets Petrove (D) | 31   | 30 | 8  | 7  | 15 | 22 | 34 | −12  | Play-offs por la permanencia                         |
| 15   | Metalist Járkov (D)  | 22   | 30 | 5  | 7  | 18 | 27 | 58 | −31  | Descenso a la Primera Liga de Ucrania                |
| 16   | Lviv (D)             | 13   | 30 | 3  | 4  | 23 | 18 | 52 | −34  | Descenso a la Primera Liga de Ucrania                |

 Fuente: UPL
Criterios de clasificación: 1) Puntos; 2) Puntos entre sí; 3) Diferencia de goles entre sí; 4) Goles marcados en los duelos entre sí; 5) Diferencia de goles 6) Partidos ganados; 7) Goles.
Notas:
1. 1 2  Puntos en partidos directos: Dnipro-1 3, Zoryá Lugansk 3. Diferencia de gol en partidos directos: Dnipro-1 +2, Zoryá Lugansk –2.

### Resultados
| Local \ Visitante    | MET | DNI | DYN | CHE | KOL | LVI | KRY | OLK | MYN | SHA | VOR | ZOR | RUK | PET | RIV | JAR |
| -------------------- | --- | --- | --- | --- | --- | --- | --- | --- | --- | --- | --- | --- | --- | --- | --- | --- |
| Metalist Járkov      |     | 0–1 | 1–3 | 0–3 | 0–0 | 1–0 | 0–1 | 0–0 | 1–2 | 1–6 | 3–2 | 0–5 | 1–2 | 1–1 | 5–5 | 0–0 |
| Dnipro-1             | 5–0 |     | 0–1 | 1–0 | 2–1 | 5–2 | 1–0 | 1–1 | 3–1 | 2–1 | 1–2 | 3–0 | 3–2 | 2–2 | 2–0 | 3–0 |
| Dinamo Kiev          | 3–0 | 0–3 |     | 2–3 | 0–0 | 1–0 | 3–1 | 3–1 | 2–0 | 1–1 | 1–1 | 0–1 | 3–0 | 0–2 | 3–0 | 0–0 |
| Chornomorets Odessa  | 0–0 | 1–2 | 0–3 |     | 3–0 | 2–0 | 0–1 | 1–2 | 0–1 | 2–2 | 0–1 | 0–4 | 1–3 | 1–1 | 0–1 | 1–1 |
| Kolos Kovalivka      | 1–0 | 1–3 | 0–3 | 1–1 |     | 1–0 | 1–0 | 0–2 | 0–1 | 1–3 | 1–2 | 0–1 | 2–0 | 0–0 | 2–0 | 3–0 |
| Lviv                 | 1–1 | 0–3 | 0–2 | 0–1 | 0–1 |     | 2–2 | 0–1 | 1–0 | 1–2 | 0–2 | 2–3 | 2–1 | 0–2 | 1–3 | 0–2 |
| Kryvbas Kryvyi Rih   | 2–0 | 2–1 | 0–1 | 2–3 | 1–0 | 0–0 |     | 2–1 | 0–0 | 0–3 | 1–0 | 1–0 | 1–0 | 2–1 | 0–1 | 0–2 |
| Oleksandria          | 1–3 | 2–2 | 1–5 | 1–1 | 4–1 | 2–0 | 2–0 |     | 2–1 | 1–1 | 3–0 | 0–2 | 1–1 | 0–0 | 3–2 | 3–3 |
| Mynai                | 1–0 | 0–1 | 0–1 | 0–1 | 1–1 | 0–1 | 1–0 | 1–1 |     | 1–4 | 2–0 | 0–3 | 0–0 | 1–2 | 1–1 | 1–1 |
| Shakhtar Donetsk     | 1–0 | 3–0 | 3–1 | 2–1 | 3–0 | 2–0 | 1–0 | 2–2 | 1–0 |     | 3–2 | 2–2 | 2–0 | 3–0 | 2–1 | 0–0 |
| Vorskla Poltava      | 3–2 | 1–1 | 1–2 | 2–1 | 2–0 | 1–0 | 1–0 | 0–0 | 2–0 | 2–1 |     | 2–3 | 0–1 | 1–0 | 1–2 | 0–0 |
| Zoryá Lugansk        | 3–2 | 2–1 | 3–2 | 3–1 | 2–2 | 3–1 | 2–2 | 4–1 | 1–1 | 0–3 | 3–1 |     | 3–0 | 2–0 | 1–0 | 3–0 |
| Rukh Lviv            | 1–2 | 2–3 | 1–1 | 2–2 | 0–1 | 2–0 | 2–1 | 0–0 | 1–1 | 0–1 | 1–1 | 3–1 |     | 3–0 | 0–0 | 1–1 |
| Inhulets Petrove     | 2–1 | 0–2 | 1–2 | 1–2 | 0–1 | 1–0 | 0–0 | 1–2 | 1–2 | 0–2 | 0–1 | 1–0 | 1–0 |     | 1–0 | 0–0 |
| Veres Rivne          | 1–2 | 0–1 | 0–1 | 1–3 | 0–1 | 3–2 | 1–2 | 2–2 | 1–1 | 0–2 | 2–2 | 0–1 | 2–2 | 1–0 |     | 1–0 |
| Metalist 1925 Járkov | 2–0 | 0–3 | 1–1 | 0–0 | 2–0 | 2–2 | 0–2 | 0–0 | 0–1 | 0–7 | 3–2 | 0–3 | 0–0 | 2–1 | 1–4 |     |

## Play-offs de ascenso-descenso
Los equipos que finalizaron en el puesto 13 y 14 de la Liga Premier se enfrentaron a los equipos que terminaron en el puesto 3 y 4 de la Persha Liha.
| Equipo 1         | Agr. | Equipo 2           | Ida | Vuelta |
| ---------------- | ---- | ------------------ | --- | ------ |
| Veres Rivne      | 6–2  | Metalurh Zaporiyia | 0–1 | 6–1    |
| Inhulets Petrove | 2–3  | LNZ Cherkasy       | 1–1 | 1–2    |

### Llave 1
| Ida; 10 de junio de 2023 | Metalurh Zaporiyia | 1 – 0   | Veres Rivne | Estadio Ukraina, Leópolis                           |                                                     |
| 17:00 (UTC+3)            | Sad 29'            | Reporte |             | Asistencia: 0 espectadores Árbitro(s): Yuriy Ivanov | Asistencia: 0 espectadores Árbitro(s): Yuriy Ivanov |

| Vuelta; 14 de junio de 2023 | Veres Rivne                                                                      | 6 – 1 (Global 6 – 2) | Metalurh Zaporiyia | Estadio Avanhard, Rivne                                  |                                                          |
| 13:00 (UTC+3)               | - Krapyvnyi 16' (a.g.) - Balan 23', 66' - Hahun 29' - Pasich 82' - Hayduchyk 89' | Reporte              | Mohylnyi 90+1'     | Asistencia: 0 espectadores Árbitro(s): Dmytro Bondarenko | Asistencia: 0 espectadores Árbitro(s): Dmytro Bondarenko |

- Veres Rivne ganó 6-2 en el global y ambos equipos permanecieron en sus respectivas divisiones.

### Llave 2
| Ida; 10 de junio de 2023 | Inhulets Petrove | 1 – 1   | LNZ Cherkasy          | Estadio Inhulets, Petrove                              |                                                        |
| 17:00 (UTC+3)            | Klymenko 46'     | Reporte | Tyshchenko 57' (pen.) | Asistencia: 0 espectadores Árbitro(s): Vitaliy Romanov | Asistencia: 0 espectadores Árbitro(s): Vitaliy Romanov |

| Vuelta; 14 de junio de 2023 | LNZ Cherkasy                       | 2 – 1 (Global 3 – 2) | Inhulets Petrove | Cherkasy Arena, Cherkasy                                   |                                                            |
| 15:00 (UTC+3)               | - Savin 17' - Korobenko 30' (a.g.) | Reporte              | Sitalo 51'       | Asistencia: 0 espectadores Árbitro(s): Maksym Kozyryatskyi | Asistencia: 0 espectadores Árbitro(s): Maksym Kozyryatskyi |

- LNZ Cherkasy ganó 3-2 en el global y ascendió a la UPL; Inhulets descendió a la Primera Liga.